# تاتسورو اوکودا
تاتسورو اوکودا (انگلیسی: Tatsuro Okuda؛ زادهٔ ۲۰ سپتامبر ۱۹۸۸) بازیکن فوتبال اهل ژاپن است.
از باشگاه‌هایی که در آن بازی کرده‌است می‌توان به باشگاه فوتبال ساگان توسو اشاره کرد.